# اشتراک‌گذاری دانش

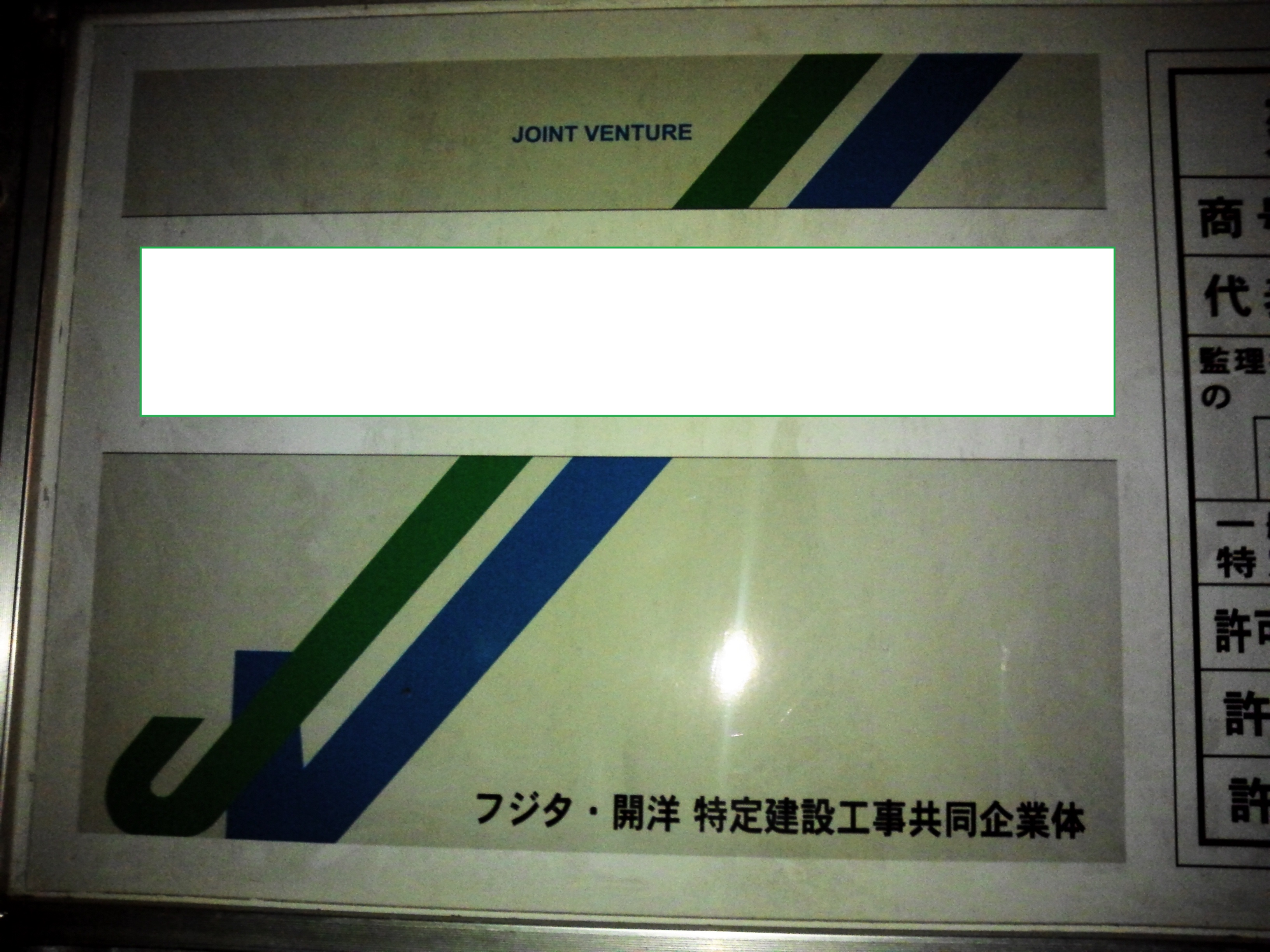
اشتراک‌گذاری دانش

اشتراک‌گذاری دانش فعالیتی است که از طریق آن دانش (یعنی اطلاعات، مهارت‌ها یا تخصص) بین افراد، دوستان، همسالان، خانواده‌ها، جوامع (مثلاً ویکی‌پدیا)، یا درون یا بین سازمان‌ها مبادله می‌شود. این فرایند، دانش فردی و سازمانی را مانند پل می‌کند، ظرفیت جذب و نوآوری را بهبود می‌بخشد و در نتیجه منجر به مزیت رقابت پایدار شرکت‌ها و همچنین افراد می‌شود. اشتراک‌گذاری دانش بخشی از فرایند مدیریت دانش است.
جدای از اشتراک‌گذاری دانش چهره به چهرهٔ سنتی، رسانه‌های اجتماعی ابزار خوبی هستند زیرا راحت، کارآمد و پرکاربرد هستند. سازمان‌ها تشخیص داده‌اند که دانش دارایی نامشهود ارزشمندی برای ایجاد و حفظ مزیت‌های رقابتی است. با این حال، فناوری تنها یکی از عوامل متعددی است که بر اشتراک‌گذاری دانش در سازمان‌ها تأثیر می‌گذارد، عواملی مانند فرهنگ سازمانی، اعتماد و مشوق‌ها. اشتراک‌گذاری دانش یک چالش بزرگ در حوزه مدیریت دانش است زیرا برخی از کارکنان تمایل دارند در برابر به اشتراک‌گذاری دانش خود با بقیه سازمان مقاومت کنند.
در دنیای دیجیتال، وب‌سایت‌ها و برنامه‌های موبایل امکان اشتراک‌گذاری دانش یا استعداد بین افراد یا درون تیم‌ها را فراهم می‌کنند. افراد به راحتی می‌توانند به افرادی که می‌خواهند یاد بگیرند دسترسی پیدا کنند و استعداد خود را برای دریافت پاداش به اشتراک بگذارند.